# سربندی

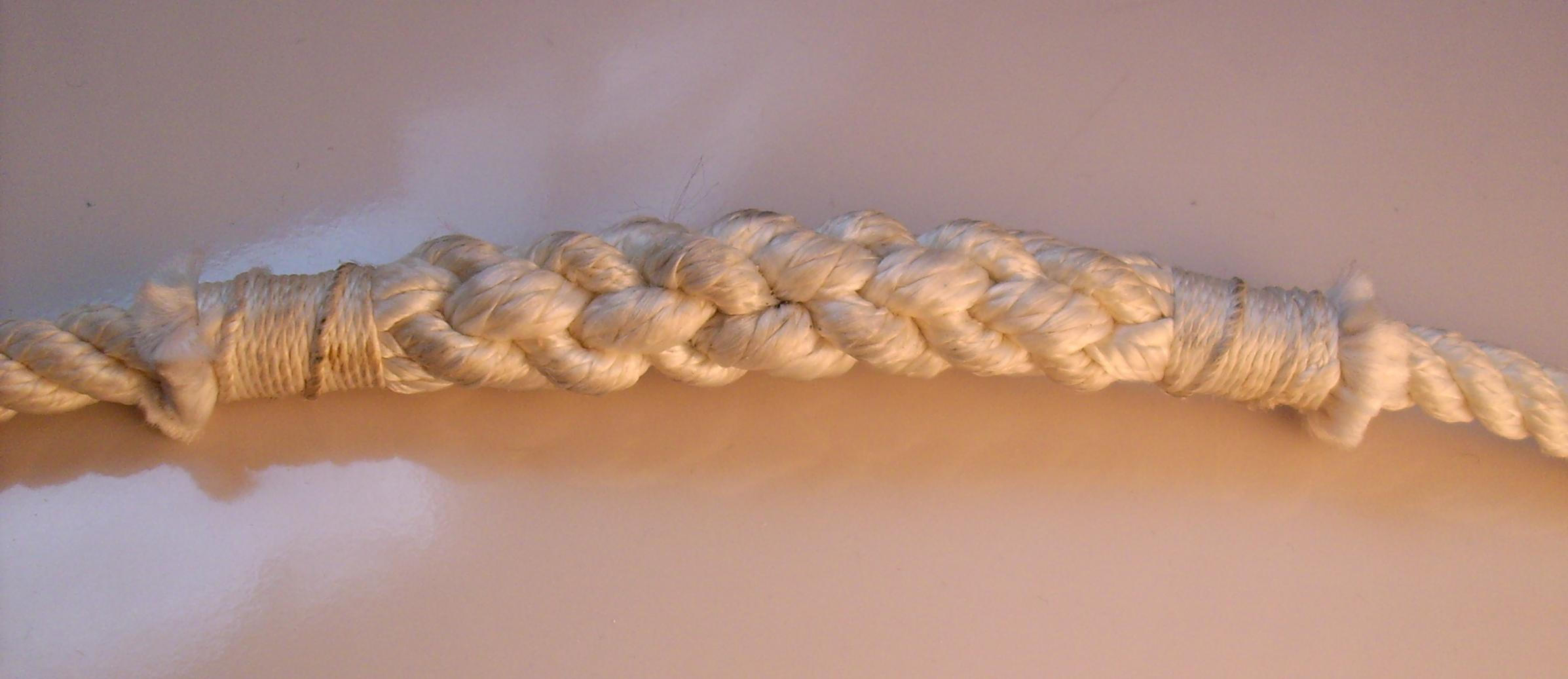
یک هم‌بافی کوتاه طناب که اطرافش سربند شده‌است.

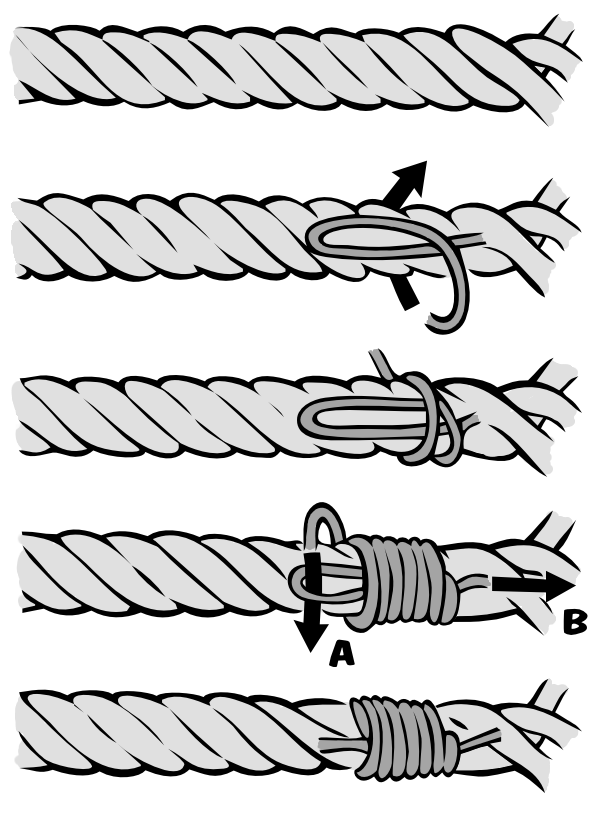
طرز انجام سربندی.

نخی ساده یا جفت‌رشته و موم‌اندود که برای جلوگیری از باز شدن رشته‌های طناب از یکدیگر به دور سر طناب می‌بندند سربند نامیده می‌شود. تاباندن سربند به دور سر طناب برای جلوگیری از باز شدن رشته‌های طناب از یکدیگر را سَربَندی می‌گویند.
سربندی برای طناب‌های طبیعی و مصنوعی رشته‌ای و بافته و هم‌چنین برای کابل‌ها مناسب است. این شامل طناب‌های سه‌رشته، کابل‌های چهاررشته، و مولتی‌پلیت‌های هشت‌رشته‌ای هم می‌شود.

## گونه‌ها
- سربندی بادبان‌ساز: سربندی دوخته

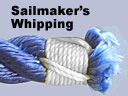
سربندی بادبان‌ساز

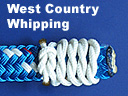
سربندی غربی.

- سربندی دوخته: محکم‌ترین نوع سربندی که در آن برای جلوگیری از جابه‌جایی سربند در امتداد طناب رشتهٔ سربند را گاه به کمک سوزن از بین رشته‌های طناب می‌گذرانند و سپس مانند سربندی ساده آن را به دور سر طناب می‌پیچند و در آخر باز آن را از میان شیارهای مربوط به رشته‌های طناب رد می‌کنند.
- سربندی ساده: ساده‌ترین نوع سربندی که در آن رشته‌ای نازک را برای استفادهٔ موقت به دور طناب اصلی می‌پیچند.
- سربندی غربی: نوعی سربندی که در آن دو سر سربند را ضمن پیچیدن حلقه‌ها، به‌تناوب، از بالا و پایین به دور سر طناب گره می‌زنند تا طول مورد نظر حاصل شود و در آخر با یک گره اتصال سربندی خاتمه می‌یابد.
- سربندی فرنگی: نوعی سربندی که در آن ابتدا ضمن پیچیدن نخستین حلقهٔ سربند به دور طناب یک سر سربند را گره می‌زنند و باقی‌ماندهٔ آن را در زیر حلقه‌های بعدی که هر بار با نیم‌گره زدن سر دیگر حاصل می‌شود پنهان می‌کنند، این روند دست‌کم تا رسیدن به طولی به اندازهٔ دو برابر قطر طناب ادامه می‌یابد.